# Friedrich Flick
Friedrich Flick (Ernsdorf, 10 luglio 1883 – Costanza, 20 luglio 1972) è stato un imprenditore e criminale di guerra tedesco.

## Biografia
Fu capostipite della famiglia di industriali tedeschi e fra i membri fondatori del partito nazionalsocialista.

Creò la sua fortuna economica durante la prima guerra mondiale, espandendo oltremodo la sua ricchezza negli anni della indebitata Repubblica di Weimar mediante un gruppo conglomerato, particolarmente affermato nei settori dell'acciaio e del carbone.
Fu un convinto sostenitore del nazismo. Al termine della seconda guerra mondiale, nonostante la condanna a sette anni di reclusione per crimini di guerra (di cui scontati solo tre), Flick ricostruì il proprio giro d'affari, ritornando a essere la personalità più ricca della Germania Occidentale e uno degli uomini più ricchi del mondo al momento della sua morte, avvenuta nel 1972.
Ebbe tre figli, Otto-Ernst Flick, Rudolf Flick e Friedrich Karl Flick. Il secondogenito, Rudolf, morì il 28 giugno 1941, all'età di quasi 22 anni, sul fronte orientale, sei giorni dopo l'inizio della seconda guerra mondiale.

## Il trust dell'acciaio-carbone tedesco
La Thyssen Stahl Ag (nata Gewerkschaft Deutscher Kaiser nel 1891) e la Krupp Stahl AG (n. 1811)
Nel 1884 il gruppo inaugurò la sua prima filiale italiana. Alla morte di August Thyssen nel 1926, il figlio maggiore Fritz assunse il suo ruolo e fondò il Vereinigte Stahlwerke AG, assumendo Friedrick Flick nel board dirigenziale.
Il trust nato dalle famiglie Thyssen e Flick (e altre), stabilì il suo quartier generale ad Essen, città in cui gli antenati della famiglia Krupp svolgevano anticamente l'attività di mercanti.
Il trust è un istituto giuridico-economico tradizionale dei Paesi anglosassoni, diffuso nei grandi gruppi ma anche come strumento di tutela del patrimonio personale e famigliare della media borghesia. In Europa, invece, si era diffuso nei settori bancari e industriali tedeschi a seguito di un continuo processo di concentrazione nella crisi degli anni '30, durante un continuo susseguirsi di acquisizioni o incorporazioni societarie.

Il Vereinigte Stahlwerke fu il potente cartello finanziario-industriale del ferro-acciaio-carbone, che svolse un ruolo decisivo nell'ascesa al potere di Adolf Hitler, in termini di sostegno monetario, organizzativo e mediatico.

## Crimini di guerra
Flick fu il protagonista di uno dei dodici Processi secondari di Norimberga (Flick Trial) che accertarono la reale direzione economica, paramilitare e politica del Partito Nazionalsocialista. I processi secondari ebbero tutti luogo durante e in parallelo al più famoso Processo di Norimberga, nelle aule dello stesso Palazzo di Giustizia di Norimberga, dove vennero condannati 22 criminali nazisti.
Gli imputati erano F. Flick e altri cinque dirigenti apicali del gruppo Flick Kommanditgesellschaft o Flick AG, con accuse di frode e riduzione al lavoro in condizioni di schiavitù. Flick e il dirigente con maggiore anzianità professionale furono soprattutto accusati di aver partecipato al "Circle of Friends of Himmler", un club elitario dei più facoltosi e influenti industriali e banchieri tedeschi fondato nel 1932 da Wilhelm Keppler (fidato e storico finanziatore di Hitler), e diretto personalmente da Himmler a partire dal 1935, con lo scopo espresso di fornire sostegno finanziario al Partito nazista. I suoi iscritti versavano una quota annua di un milione di Reichsmark su un conto intestato ad Himmler.

## Nel dopoguerra

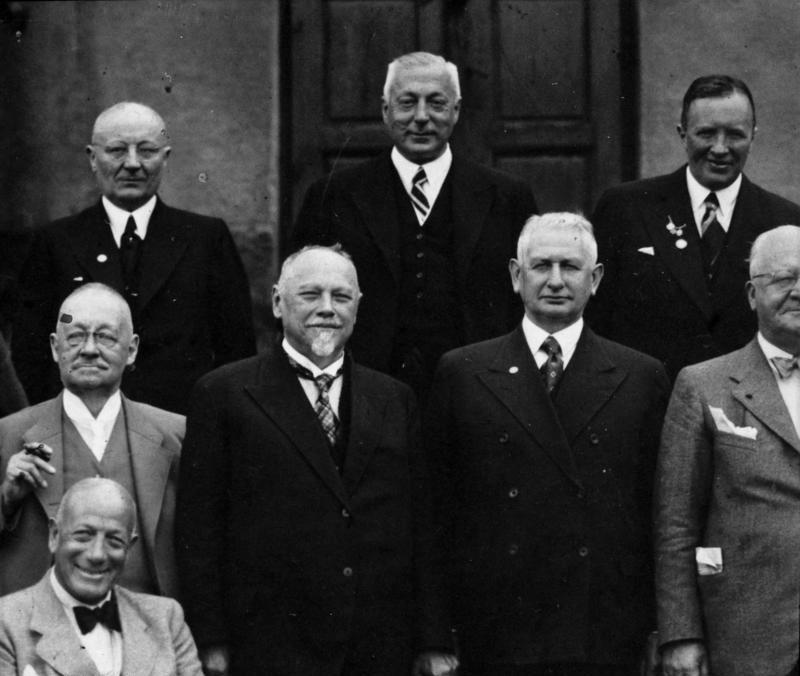
Friedrich Flick (il terzo da sinistra, in primo piano)

Sebbene fosse stata dimostrata la sua colpevolezza nel Processo di Norimberga, con una condanna a sette anni di carcere, già negli anni '50 tornò rapidamente ad essere uno degli uomini più ricchi della Germania Occidentale, e il principale azionista della Daimler-Benz.
Fu insignito di varie onorificenze come la Gran Croce dell'Ordine al merito di Germania (con stella e fascia) nel 1963, e l'Ordine al merito bavarese. Divenne membro onorario del senato accademico dell'Università tecnica di Berlino.

Nell'anno della sua morte, il gruppo contava 330 società e circa 300.000 dipendenti.

A lui succedettero il figlio Friedrich Karl Flick e il nipote Friedrich Christian Flick, che aprì la galleria d'arte moderna Friedrich Christian Flick Collection.